# Меловатка (Волгоградская область)
Меловатка — село в Жирновском районе Волгоградской области России. Административный центр и единственный населённый пункт Меловатского сельского поселения.
Население - 253 (2021)

## История
По преданию основано в конце XVII века беглыми бурлаками и крестьянами. В 1757 году сюда переселились малороссы из Екатеринославской, Харьковской и Полтавской губерний. В 1765 году построена первая церковь. С 1691 года земли этой местности принадлежали Нарышкиным. Поселившиеся малороссы впоследствии были закрепощены. В 1784 году в качестве приданого перешли к графу Головину. В 1808 году - вместе с землями переданы в удельное ведомство. В 1811 году начато строительство новой церкви. Строительство завершено в 1818 году. В 1883 году открыта церковно-приходская школа. В 1893 году открыта школа грамотности.
Согласно Историко-географическому словарю Саратовской губернии, составленному в 1898—1902 годах, слобода Меловатка относилась к Нижне-Добринской волости Камышинского уезда Саратовской губернии. Земельный надел сельского общества составлял 3996 десятин. В конце XIX века в селе имелись 2 кузницы, 3 маслобойни, 3 ветряные мельницы.
С 1928 года — центр Меловатского сельсовета Руднянского района Камышинского округа (округ упразднён в 1930 году) Нижне-Волжского края. С 1935 года в составе Лемешкинского района Сталинградского края (с 1936 года — Сталинградской области). В 1959 году в связи с упразднением Лемешкинского района передано в состав Жирновского района

## Физико-географическая характеристика
Село находится между меловых холмов при реке Леваде примерно в 2 км от основного русла реки Медведицы. Склоны холмов изрезаны оврагами. Почвы - чернозёмы южные. Центр села расположена на высоте около 120 метров над уровнем моря.
К селу имеется подъездная автодорога (6 км) от региональной автодороги Жирновск и посёлок Рудня. По автомобильным дорогам расстояние до областного центра города Волгограда составляет 300 км, до районного центра города Жирновск - 20 км. В 5,8 км южнее расположено ближайшее село Егоровка-на-Медведице. 
Климат
Климат умеренный континентальный (согласно классификации климатов Кёппена — Dfb). Многолетняя норма осадков — 430 мм. Наибольшее количество осадков выпадает в июле — 50 мм, наименьшее в марте — 22 мм. Среднегодовая температура положительная и составляет + 6,2 °С, средняя температура самого холодного месяца января −10,1 °С, самого жаркого месяца июля +21,7°С.
Часовой пояс
Меловатка, как и вся Волгоградская область, находится в часовой зоне МСК (московское время). Смещение применяемого времени относительно UTC составляет +3:00.

## Население
Динамика численности населения
| 1857 | 1860 | 1886 | 1890 | 1895 | 1897 | 1911 | 1987 | 2002 |
| ---- | ---- | ---- | ---- | ---- | ---- | ---- | ---- | ---- |
| 1763 | 1844 | 2599 | 2482 | 2735 | 2672 | 3178 | ≈310 | 289  |

| 2010 | 2012 | 2013 | 2014 | 2015 | 2016 | 2017 |
| ---- | ---- | ---- | ---- | ---- | ---- | ---- |
| 341  | ↘326 | ↘317 | ↘311 | ↘291 | ↗292 | ↗293 |
| 2018 | 2019 | 2020 | 2021 |      |      |      |
| ↘275 | ↘263 | ↘253 | →253 |      |      |      |

## Инфраструктура
- отделение Почты России

## Культура
- Церковь Дмитрия Солунского

## Список улиц
- улица Верхняя
- улица Садовая
- улица Центральная